# Calotes maria
Espèce
Synonymes
- Calotes platyceps Blyth, 1852

Calotes maria est une espèce de sauriens de la famille des Agamidae.

## Répartition
Cette espèce est endémique des Khasi Hills dans le nord-est de l'Inde .

## Description
C'est un saurien ovipare.

## Étymologie
Cette espèce est nommée en l'honneur de Mary Emma Gray, l'épouse de John Edward Gray.

## Publication originale
- Gray, 1845 : Catalogue of the specimens of lizards in the collection of the British Museum, p. 1-289 (texte intégral).